# Creuzier-le-Neuf
Creuzier-le-Neuf – miejscowość i gmina we Francji, w regionie Owernia-Rodan-Alpy, w departamencie Allier.

## Demografia
Według danych na rok 1990 gminę zamieszkiwało 937 osób, a gęstość zaludnienia wynosiła 86 osób/km². W styczniu 2015 r. Creuzier-le-Neuf zamieszkiwało 1097 osób, przy gęstości zaludnienia wynoszącej 100,6 osób/km².